# Pont-Melvez
Pont-Melvez település Franciaországban, Côtes-d’Armor megyében. Lakosainak száma 600 fő (2022. január 1.). Pont-Melvez Bourbriac, Bulat-Pestivien, Gurunhuel, Maël-Pestivien és Plougonver községekkel határos.

## Népesség
A település népességének változása:
| Lakosok száma | 948  | 666  | 636  | 655  | 660  | 616  | 603  | 611  | 615  | 600  |
|               | 1968 | 1982 | 1990 | 2006 | 2013 | 2015 | 2017 | 2019 | 2020 | 2022 |